# Jami Kranich
Jami Ann Kranich (* 27. Mai 1992 in New Haven, Connecticut) ist eine US-amerikanische Fußballtorhüterin.

## Karriere
Während ihres Studiums an der Villanova University lief Kranich von 2010 bis 2013 für das dortige Hochschulteam der Villanova Wildcats auf. Zudem spielte sie von 2009 bis 2010 für die Mannschaft der Connecticut Passion in der W-League beziehungsweise WPSL.
Anfang 2014 wurde Kranich beim College-Draft der NWSL in der vierten Runde an Position 32 von den Boston Breakers verpflichtet. Kam sie in der Saison 2014 noch nicht an Stammtorhüterin Alyssa Naeher vorbei, die sämtliche Partien über die volle Spielzeit absolvierte, so debütierte Kranich schließlich am 9. Mai 2015 bei einer Auswärtsniederlage gegen die Chicago Red Stars im Tor der Breakers. In der Folge vertrat sie Naeher, während diese mit den Vereinigten Staaten an der Weltmeisterschaft 2015 teilnahm und kam zu insgesamt acht Saisonspielen.
Kurz vor Beginn der Saison 2016 wurde Kranich zunächst von den Breakers freigestellt und durch die Torhüterinnen Abby Smith und Libby Stout ersetzt. Nachdem sich Smith jedoch bereits am vierten Spieltag der Saison eine schwere Verletzung zugezogen hatte, kehrte Kranich bis zum Saisonende in den Kader der Breakers zurück.

### Nationalmannschaft
Kranich kam in den Jahren 2012 und 2013 zu je einem Einsatz in den US-amerikanischen U-20- und U-23-Nationalmannschaften. Als Ersatztorhüterin gewann sie mit den Vereinigten Staaten die Goldmedaille bei der U-20-Weltmeisterschaft 2012.

## Erfolge
- 2012: Gewinn der U-20-Weltmeisterschaft 2012 (ohne Einsatz)